# Djedkahor
 (mai 2025).
Si vous disposez d'ouvrages ou d'articles de référence ou si vous connaissez des sites web de qualité traitant du thème abordé ici, merci de compléter l'article en donnant les références utiles à sa vérifiabilité et en les liant à la section « Notes et références ».
Djedkahor est un souverain égyptien présumé de la VIIIe dynastie.
Son nom est présent dans une inscription fragmentaire découverte à Nekhen. J. von Beckerath a assimilé cette attestation au roi Djedkarê Isési de la Ve dynastie, ce que Yannis Gourdon réfute.